# Erik Borg
Sven Erik Göran Borg, född 30 januari 1943 i Uppsala, är en svensk audiolog. Han är son till professor Göran Borg och läkaren Gunborg Borg.
Erik Borg disputerade 1972 vid Karolinska Institutet med avhandlingen Acoustic middle ear reflexes: A sensory-control system, och blev legitimerad läkare 1973. Han var 1983 till 1992 professor i klinisk audiologi vid Karolinska Institutet och överläkare vid Karolinska sjukhuset, därefter adjungerad professor i klinisk hörselforskning vid Karolinska Institutet placerad vid Regionsjukhuset i Örebro.